# مسخ واقعیت
```
مسخ واقعیت
 یا 
دگرسان‌بینی محیط
[
۱
]
 
(به 
انگلیسی
:
 
derealization
)
 احساس تغییر واقعیت یا مسخ واقعیت است با این احساس که گویی محیط شخص تغییر کرده است. علائم دیگر عبارتند از احساس اینکه محیط فرد فاقد خودجوشی، رنگ آمیزی احساسی و عمق است.
[
۲
]
 این یک 
علامت تجزیه
 ای است که ممکن است در لحظات استرس شدید ظاهر شود.
[
۳
]
 مسخ واقعیت 
تجربه‌ای ذهنی است
 که مربوط به درک فرد از دنیای بیرون است، در حالی که 
خوددگربینی 
 یک علامت مرتبط با خود است که با جدا شدن از بدن خود و فرایندهای ذهنی مشخص می‌شود. این دو معمولاً در رابطه با یکدیگر تجربه می‌شوند، اما همچنین به‌طور مستقل از هم نیز اتفاق می‌افتند.
[
۴
]
```

مسخ واقعیت مزمن نسبتاً نادر است و ممکن است به دلیل اختلال عملکرد لوب پس سری - گیجگاهی باشد. این تجربه برای مدت زمان طولانی یا با دوره‌های مکرر می‌تواند نشانه بسیاری از اختلال‌های روانشناختی باشد و ناراحتی قابل توجهی در مبتلایان ایجاد کند. با این حال، علائم مسخ واقعیت موقت معمولاً در طول زندگی فرد چندین بار با شیوع مادام‌العمر تا ۲۶–۷۴٪ و شیوع ۳۱–۶۶٪ در زمان یک واقعه آسیب زا اتفاق می‌افتد.

## علل
معمولاً در روان‌گسیختگی، حملات عصبی و اختلال‌های تجزیه‌ای مشاهده می‌شود. گاه فرد احساس می‌کند جهان خارج غیرواقعی است. در بعضی موارد در مصرف بعضی مواد روانگردان مانند حشیش و ماری‌جوآنا و ال‌اس‌دی ممکن است رخ دهد. در مواردی مانند میگرن و صرع نیز ممکن است مشاهده شود. موارد مسخ واقعیت مکرر یا مزمن در بین افرادی که ضربه شدید دیده یا از استرس پس از سانحه رنج می‌برند (PTSD) دیده شده است.مسخ واقعیت در برخی اختلال‌های دهلیزی مانند لابیرنتیت نیز دیده شده است.
مسخ واقعیت همچنین می‌تواند نشانه ای از اختلال خواب و اختلال‌های روان مانند اختلال مسخ شخصیت، اختلال شخصیت مرزی، اختلال دوقطبی، روان‌گسیختگی، اختلال تجزیه هویت و سایر مشکلات روانی باشد.همچنین ترک الکل و بنزودیازپین می‌تواند این علامت را ایجاد کند.